# Helmut Rellergerd
Helmut Rellergerd, pseudonim: Jason Dark,  (născut la 25 ianuarie 1945 în Altena-Dahle, Sauerland) este un scriitor german. A scris și publicat mai ales ficțiune de groază și romane polițiste. Sub pseudonimul  Jason Dark  a creat  personajul fictiv John Sinclair. Jason Dark este unul dintre cei mai citiți scriitori din Germania în genul său.

## Lucrări publicare
- Jason Dark, Geisterjäger John Sinclair. Am Tor zu Atlantis. Bastei Lübbe Taschenbücher, 2004, ISBN 978-3-404-73276-0
- Jason Dark, Geisterjäger John Sinclair. Baphomets Bibel. Bastei Lübbe Taschenbücher, 2004, ISBN 978-3-404-73280-7
- Jason Dark, Geisterjäger John Sinclair. Aibon-Teufel. Bastei Lübbe Taschenbücher, 2005, ISBN 978-3-404-73292-0
- Jason Dark, Geisterjäger John Sinclair. Avalons Geisterschiff. Bastei Lübbe Taschenbücher, 2005, ISBN 978-3-404-73296-8
- Jason Dark, Die Welt des John Sinclair. Wie alles begann. Bastei Lübbe Taschenbücher, 2007, ISBN 978-3-404-73966-0
- Jason Dark, Die Welt des John Sinclair. Die Hexe Jane Collins. Bastei Lübbe Taschenbücher, 2007, ISBN 978-3-404-73970-7
- Jason Dark, John Sinclair. Der Dunkle Gral. Acht spannende Grusel-Abenteuer. Bastei Lübbe Taschenbücher, 2007, ISBN 978-3-404-73964-6
- Don Harris, Psycho-Cop. Das dritte Auge (ediția originală). Blanvalet Verlag, München 2006, ISBN 978-3-442-36577-7
- Don Harris, Psycho-Cop. Der Club der Höllensöhne (ediția originală). Blanvalet Verlag, München 2006, ISBN 978-3-442-36578-4
- Don Harris, Psycho-Cop. Das schwarze Amulett (ediția originală). Blanvalet Verlag, München 2007, ISBN 978-3-442-36579-1
- Don Harris, Psycho-Cop. Das Erbe der Wächter (ediția originală). Blanvalet Verlag, München 2007, ISBN 978-3-442-36580-7
- Don Harris, Psycho-Cop. Das Killer-Kommando (ediția originală). Blanvalet Verlag, München 2007, ISBN 978-3-442-36581-4
- Don Harris, Psycho-Cop. Das Glastonbury-Rätsel (ediția originală). Blanvalet Verlag, München 2007, ISBN 978-3-442-36582-1
- Don Harris, Psycho-Cop. Drei Gräber in Sibirien (ediția originală).Blanvalet Verlag, München 2007, ISBN 978-3-442-36861-7
- Don Harris, Psycho-Cop. Triaden Terror (ediția originală).Blanvalet Verlag, München 2008, ISBN 978-3-442-36862-4
- Don Harris, Psycho-Cop. Dämonicus (ediția originală).Blanvalet Verlag, München 2008, ISBN 978-3-442-36863-1

### În limba română
- Spaimă deasupra Londrei, traducere Petre Ghineț, Editura Baricada, București 1992. Traducere a ediției originale Angst über London, Bastei Lübbe, 1981

Prezentarea romanului: Miriam di Carlo se trezește într-o dimineață cu o senzație ciudată și are viziunea distrugerii Londrei, cu toate clădirile sale prăbușindu-se. Ea avea puteri spirituale dar nu putea spune nimic poliției pentru că aceștia ar fi râs de ea, de asemenea dorea ca darul ei să rămână un secret. Între timp, John Sinclair, se trezește cu o senzație asemănătoare, toate  ceasurile sale sunt blocate la ora 5 dimineața, iar odată plecat spre biroul său din Scotland Yard nimeni nu-l mai recunoaște, nici măcar prietenii săi și vecini Suko și Shao, nici secretara sa, Glenda, nici măcar colegii săi, comisarul Mallmann sau Sir James Powell, șeful său. Întors acasă,  John Sinclair observă cum centrul Londrei începe să se prăbușească, printre primele victime fiind Suko și Shao. John Sinclair nu este însă un detectiv obișnuit de poliție, el este un vânător de fantome și de demoni. Tot ce se întâmplă în jurul său  este un plan al fiicei diavolului, Asmodina, și al judecătorului Maddox pentru a-l prinde și ucide; în timp ce vrăjitorul Myxin, un demon care și-a pierdut puterile, încearcă să-l ajute. John Sinclair luptă să-și facă drum printr-o Londră distrusă, unde avioanele îi cad în cap, supraviețuitorii ucid și jefuiesc alți oameni și morții revin la viață ca zombie care atacă alți oameni. După ce Sinclair o întâlnește pe  Miriam di Carlo, cei doi ajung printr-o poartă într-o altă dimensiune și capcana este astfel completă...